# Filippa Brink
Filippa Brink, född 22 oktober 2001, är en svensk beachvolley och volleybollspelare (libero). Hon spelar för VK UP Olomouc och Sveriges damlandslag.
Brink är uppväxt i en familj med flera volleybollspelare, bland annat hennes bror Alfred Brink. Brinks moderklubb är Engelholms VS. Hon studerade vid volleybollgymnasiet i Falköping och spelade med deras lag RIG Falköping (2017-2020). Tillbaka i Engelholm vann hon SM-guld med laget 2022/2023 och utsågs till bästa libero när laget vann silver året efter.
På ungdomsnivå har hon vunnit flera SM i beachvolley och tillsammans med Isabelle Reffel nådde hon åttondelsfinal i U20-EM i beachvolley 2020.